# Johannes Dahl
Johannes Dahl (* 7. März 1887 in Bergisch Gladbach; † 23. Juni 1959 in Köln) war katholischer Geistlicher und als Generalpräses des Internationalen Kolpingwerkes vierter Nachfolger des Seligen Adolph Kolping.

## Biographie
Johannes Dahl studierte Katholische Theologie und empfing am 11. März 1911 im Kölner Dom durch Weihbischof Joseph Müller zusammen mit 47 anderen Diakonen die Priesterweihe. Seine erste Kaplansstelle erhielt er in Köln-Mülheim (Liebfrauen), anschließend wurde er 1920 zum Gesellenpräses in Düsseldorf und zum Rektor an der dortigen Herz Jesu-Kapelle ernannt. Im Januar 1937 berief ihn der Kölner Erzbischof Karl Joseph Kardinal Schulte zum Pfarrer von St. Bruno in Düsseldorf-Unterrath und zehn Monate später gleichzeitig zum Dechanten des Dekanates Düsseldorf-Nord. Zum Generalpräses des Internationalen Kolpingwerkes wurde Dahl am 2. Oktober 1945 gewählt und am 11. Oktober in diesem Amt durch den Protektor des Kolpingwerkes, den Kölner Erzbischof Joseph Kardinal Frings, bestätigt. Keine zwei Jahre später verzichtete Dahl auf das Amt des Generalpräses. Seit dem 6. August 1948 fungierte er als Leiter der erzbischöflichen Pressestelle in Köln.

## Wirken
Nach dem überraschenden Tod von Generalpräses Theodor Hürth im September 1944 waren angesichts der Kriegswirren die Einberufung des international besetzten Generalrates und die Durchführung eines regulären Wahlaktes nicht möglich gewesen. Daher kam es erst Anfang Oktober 1945 zur Wahl von Johannes Dahl. Dieser hatte sich dem Wahlgremium durch seine mehr als anderthalb Jahrzehnte lange Tätigkeit und Erfahrung als Düsseldorfer Gesellenpräses empfohlen. Mitten aus dem kriegszerstörten Köln heraus leitete Dahl die Reorganisation des Kolpingwerkes ein, doch bereits auf der 6. Deutschen Zentralversammlung in Stuttgart trat er am 9. September 1947 von seinem Amt zurück.

## Auszeichnungen
Johannes Dahl wurde am 3. Juli 1948 zum Ehrendomherrn am Hohen Dom zu Köln ernannt.

## Schriften
- Der güldene Ring. Schrift für Braut- und Eheleute. Kolping-Verlag, Köln 1950.
- Gottes Ehr: Ein Gebetbuch im Geiste der Liturgie für die Mitglieder des katholischen Gesellenvereins. (Geleitwort: Theodor Hürth) J. Bercker, Kevelaer 1925.
- Kirchengeschichtliche Irrtümer im Mythus des 20. Jahrhunderts. Butzon & Bercker, Kevelaer 1935.